# Peter Schlegel

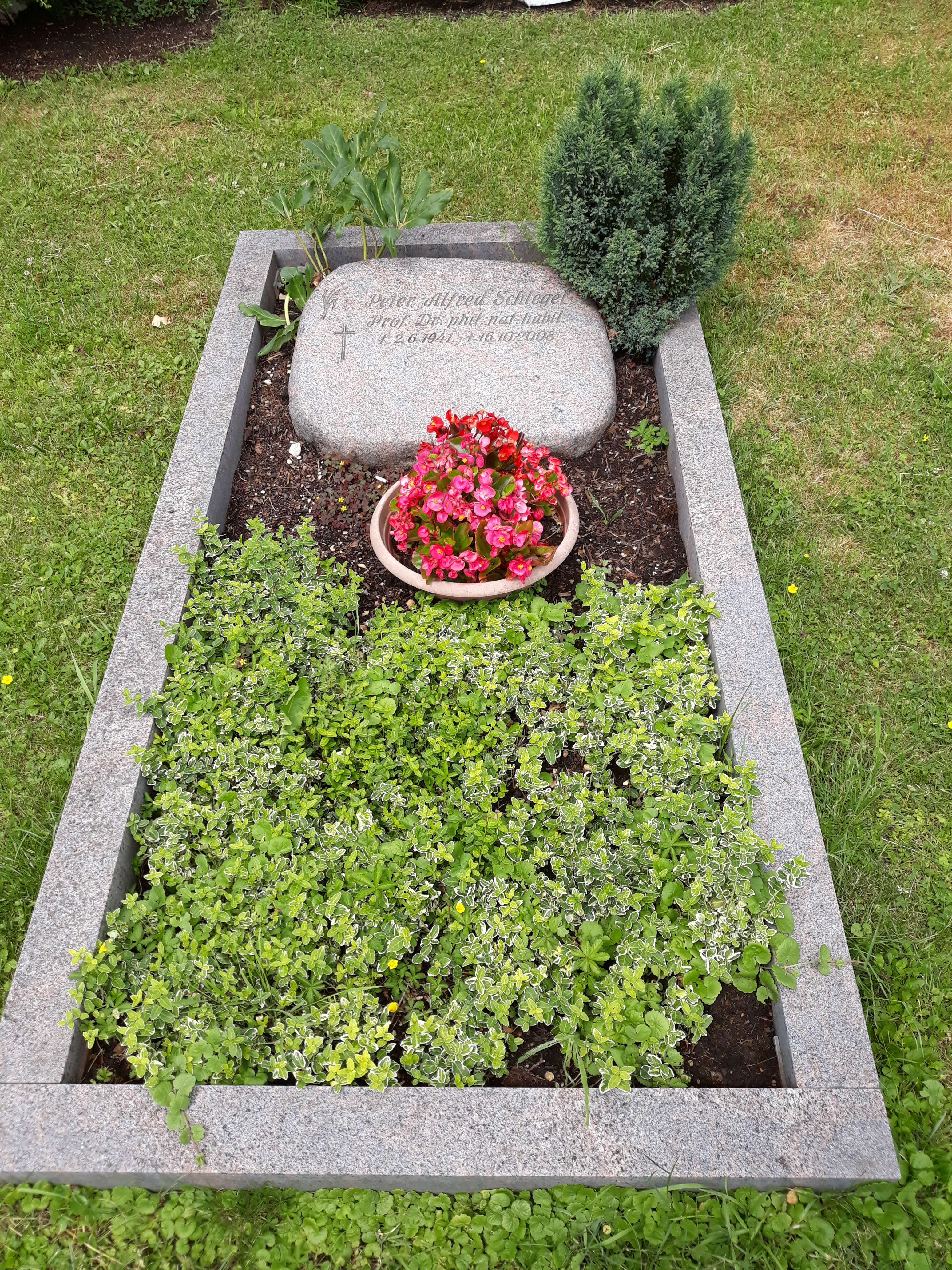
Das Grab von Peter Schlegel auf dem Friedhof Gräfelfing

Peter Alfred Schlegel (* 2. Juni 1941; † 16. Oktober 2008) war ein deutscher Zoologe. Im Rahmen seiner wissenschaftlichen Karriere hat er im Wesentlichen an drei großen Themenbereichen gearbeitet, die sich mit ungelösten Fragen der Sinnesphysiologie befasst haben.

## Leben und Wirken
Peter Schlegel wurde 1968 bei Dietrich Burkhardt in Frankfurt am Main über die Einzelzellableitungen von einem Stellungsrezeptor in der Antenne von Schmeißfliegen promoviert. Von 1969 bis 1973 arbeitete er als Forschungsstipendiat der Deutschen Forschungsgemeinschaft am Centre national de la recherche scientifique in Paris und Gif-sur-Yvette an der Objektlokalisierung schwach elektrischer Fische. Ab 1974 war er Mitglied der Arbeitsgruppe von Gerhard Neuweiler an der Universität Frankfurt, später an der Universität München und beschäftigte sich hauptsächlich mit Fragen der Fledermausforschung. Er untersuchte u. a. die neuronale Repräsentation von Hörreizen und Echoortungslauten bei verschiedenen Fledermausarten. 1980 habilitierte er sich an Universität Frankfurt und hatte an der Universität München dann ab 1982 die Stelle eines  Akademischen Rats, später Oberrats inne. 1991 wurde Schlegel zum  außerplanmäßigen Professor ernannt. 1995 verlagerte er erneut seinen Forschungsschwerpunkt, und befasste sich fortan mit der nicht-visuellen Orientierung von Höhlentieren. Er analysierte die Sinneswahrnehmung (hier: Elektroperzeption) des Grottenolms und des Pyrenäen-Gebirgsmolchs und entdeckte beiläufig die erstaunliche Sensibilität dieser Schwanzlurche für das Erdmagnetfeld.

## Schriften (Auswahl)
- Perception of objects in weakly electric fish Gymnotus carapo as studied in recordings from rhombencephalic neurons. In: Experimental brain research Bd. 18, 1973, Nr. 4, S. 340–354 doi:10.1007/BF00239104.